# Maison de Hénin-Liétard
Ne doit pas être confondu avec Maison de Haynin ou Famille de Hennin de Boussu Walcourt.
Pour les articles homonymes, voir Henin.
 (septembre 2017).
Si vous disposez d'ouvrages ou d'articles de référence ou si vous connaissez des sites web de qualité traitant du thème abordé ici, merci de compléter l'article en donnant les références utiles à sa vérifiabilité et en les liant à la section « Notes et références ».
 (septembre 2017).
Améliorez-le ou discutez des points à vérifier. 
La maison de Hénin-Liétard est une ancienne famille de la noblesse française, qui doit son nom à la ville de Hénin-Liétard, aujourd'hui Hénin-Beaumont, dont ils furent seigneurs. Sa filiation prouvée remonte à 1259 et elle s'éteint en 1934.

## Histoire

### Origine de la maison de Hénin-Liétard
Hénin-Liétard, petit bourg de France en Artois, avec titre de comté, à deux lieues de Lens et trois de Douai, a donné son nom à une famille que les historiens et les généalogistes s'accordent à faire descendre de Simon Ier de Lorraine, deuxième fils de Thierry d'Alsace, duc de Lorraine, et de Gertrude, comtesse de Flandre. C'est le sentiment émis par Pierre le Boucq dans l'histoire de la vicomté de Sebourg[réf. nécessaire], par Carpentier dans celle du Cambrésis[réf. nécessaire], et rapporté par Charles d'Hozier (1640-1732), juge d'armes de France[réf. nécessaire] et dans les preuves de Jacques-Antoine de Hénin-Liétard, marquis de Saint-Fal et d'Élincourt, en Champagne, pour être reçu page du roi en 1683[réf. nécessaire].

### Premiers degrés et branches de la maison de Hénin-Liétard
- Simon d'Alsace, chevalier, second fils de Thierry, mentionné ci-dessus, épousa Marguerite, dame et comtesse de Hénin-Liétard, d'où :
- Baudouin I d'Alsace, son fils, chevalier, sire de Henin-Liétard, vicomte de Sebourg, vicomte d'Angres quitta le nom d'Alsace pour prendre celui de Hénin-Liétard, d'où :
- Baudoin  II de Hénin-Liétard, son fils, chevalier, vicomte de Sebourg, Boussu. épousa  Mahaut de Boussu, d'où :
- Baudoin III de Hénin-Liétard, son fils, chevalier, vicomte de Sebourg, Boussu, épousa en 1295 Beatrix de Luxembourg, d'où :
- Jean de Hénin-Liétard, son fils, chevalier, pair du Cambrésis, seigneur de Cuvilliers, Boussu, épousa Marie de Blangies, d'où :
- Wattier de Hénin-Liétard, son fils, chevalier, pair du Cambrésis, seigneur de Cuvilliers, Boussu, décédé en 1319, ép. Jeanne du Mouy de Vermandois, d'où :
- Baudoin IV de Hénin-Liétard, son fils, chevalier, pair du Cambrésis, seigneur de Cuvilliers, marié en 1394  à Marguerite de Montigny, d'où :

1. Baudoin V de Hénin-Liétard, chevalier, pair du Cambrésis, marié à Elisabeth de Beauvoir, auteur de la branche aînée des seigneurs de Fosseux[3].
2. Jean de Hénin-Liétard , seigneur d'Eppe, châtelain de Beaumont en 1397, auteur de la branche des seigneurs de Cuvilliers[3].
3. Wattier de Hénin-Liétard, né en 1361, mort en 1422, chevalier, marié à Sibille de Berghes, auteur de la branche cadette des seigneurs de Boussu[3].

### Branche des seigneurs de Boussu et princes de Chimay

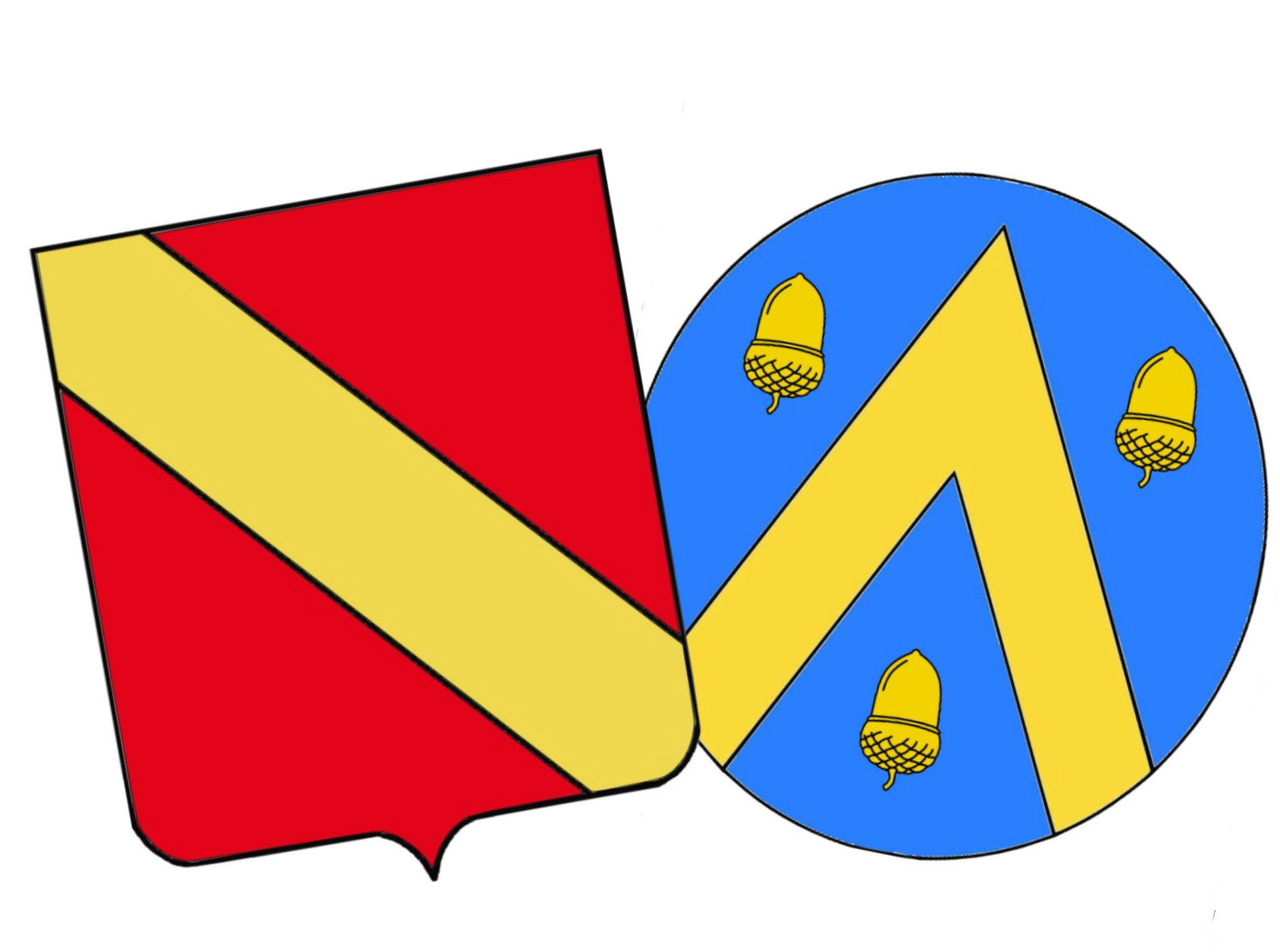
Alliance de Philippe Louis d'Hénin-Liétard d'Alsace et de Anne Louise Verreycken d'Impden.

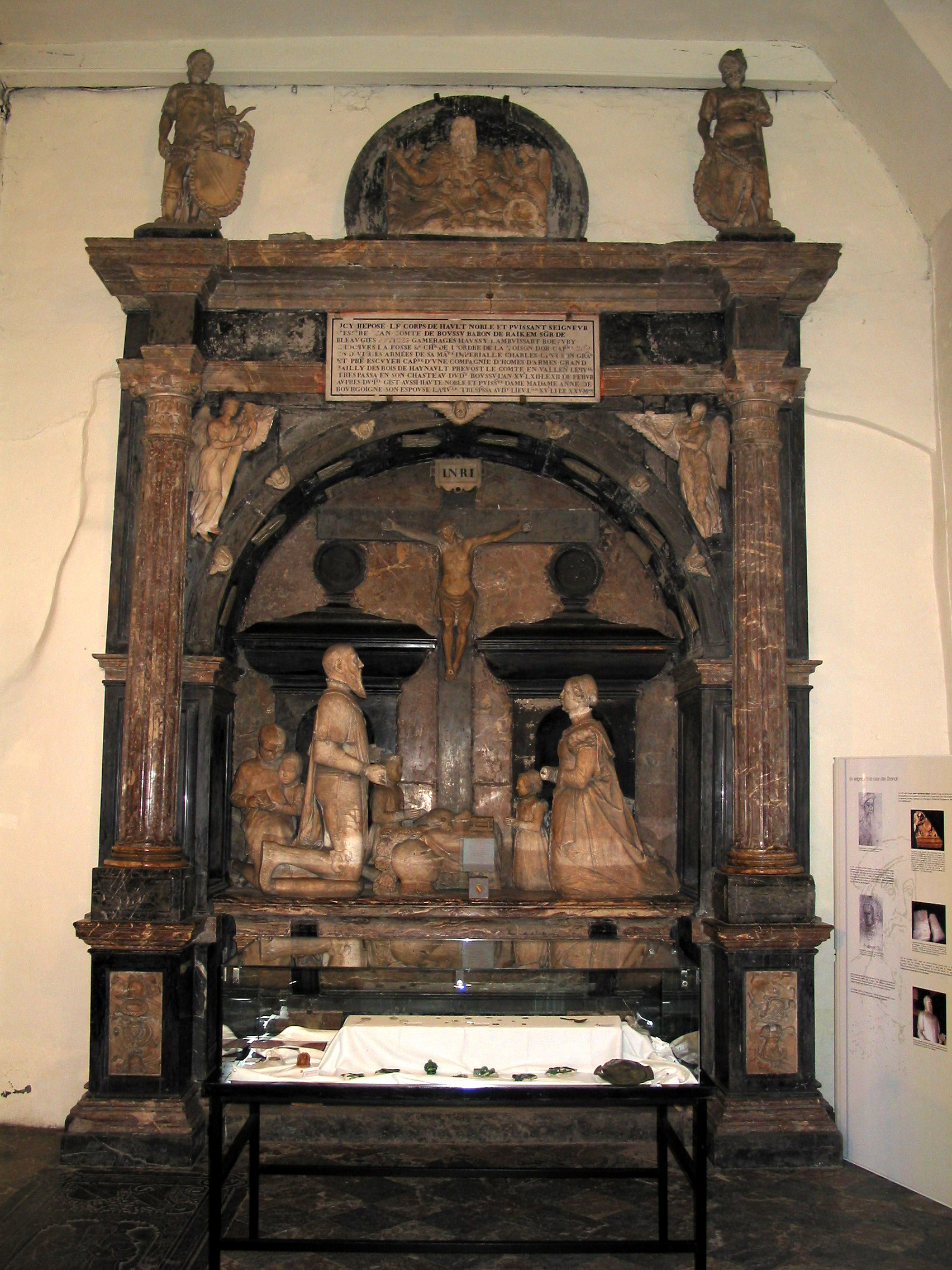
Mausolée de Jean de Henin-Liétard, comte de Boussu, et d'Anne de Bourgogne son épouse (Boussu, XVIe siècle).

De Wattier de Hennin-Liétard (1361-1422) est issue la branche des comtes de Boussu, princes de Chimay et grands d'Espagne de première classe, alliée aux Riquet de Caraman.
Cette branche s'éteignit au début du XIXe siècle avec deux frères :
- Charles-Joseph-Alexandre-Marcelin d'Alsace de Henin-Liétard, prince de Hénin (surnommé « le prince des nains » ou « le nain des princes » à cause de sa petite taille), capitaine des gardes de Monsieur, comte d'Artois, qui périt sur l'échafaud révolutionnaire le 7 juillet 1794, laissant pour légataire universel son cousin le marquis d'Alsace, issu de la branche des seigneurs de Cuvilliers et de Fosseux ;
- Philippe-Gabriel-Maurice d'Alsace de Henin-Liétard, prince de Chimay, mort en 1804.

Les princes de Chimay et de Hénin avaient une sœur, Marie Anne Gabrielle Josèphe Xavier de Hénin-Liétard (29 mars 1728 - Lunéville 6 messidor an VIII : 25 juin 1800 - Hôtel de Caraman, no 100, rue Saint-Dominique, Paris), femme de Victor Maurice, marquis Riquet de Caraman, dont elle eut plusieurs enfants institués héritiers par leur oncle maternel en 1804. Joseph de Caraman, l'aîné, eut en partage la terre de Chimay et obtint du roi des Pays-Bas d'être incorporé à la noblesse de ce royaume avec le titre de prince de Chimay le 21 septembre 1824.

### Branche des seigneurs de Cuvilliers et de Fosseux
La branche issue de Baudouin V, seigneur de Cuvilliers et de Fosseux s'est éteinte en 1934 avec Thierry d'Alsace de Hénin-Liétard 3e prince de Henin (en France), né le 5 août 1853 à Wassenaer (Pays-Bas), sans postérité de son mariage le 21 avril 1883 avec Madeleine de Ganay. Elle fut illustrée par :
- Jean-François-Joseph d'Alsace de Hénin-Liétard (né le 23 mai 1733 à Dion-le-Val dans le Brabant et mort le 4 avril 1797 à Nancy en Lorraine), qui fut un chambellan de l'empereur Joseph II ;
- Pierre-Simon d'Alsace de Hénin-Liétard (1772-1825), fils du précédent, fut colonel dans l'armée de Condé avant de se rallier à Napoléon Ier qui le nomma comte d'Alsace et de l'Empire et en fit son chambellan ;
- Charles-Louis-Albert d'Alsace de Hénin-Liétard (1805-1860), marquis d'Alsace, fils du précédent, releva en 1814 le titre de prince de Hénin ; Charles X, le 2 mars 1828, rendit une ordonnance par laquelle il l'autorisait à porter le titre de prince de Hénin, et à le transmettre à ses descendants, tel qu'il avait été concédé par l'empereur du Saint Empire à la maison d'Alsace le 16 octobre 1736. Cette ordonnance ne fut pas suivie des lettres patentes nécessaires.

### Nom de la maison de Hénin-Liétard
Plusieurs branches de cette famille  ont tenté de reprendre dès le XVIIe siècle le patronyme « d'Alsace ». Cela ne leur a cependant jamais été accordé, car une filiation les reliant aux anciens comtes souverains d'Alsace n'a jamais été prouvée, ni même reconnue par les différents maîtres d'armes dont les d'Hozier. Les membres de la maison de Hénin-Liétard n'ont jamais pu produire de documents prouvant leur droit à porter le nom « d'Alsace ».
Thomas Philippe, archevêque de Malines était surnommé le cardinal d'Alsace.

## Titres
Branche aînée : 
- Comte d'Empire (1810)
- Baron d'Empire (1813)
- Pair héréditaire (1815 et 1816)
- prince héréditaire de Henin (1828) (ordonnance non suivie de lettres patentes)

Branche cadette :
- Comtes de Boussu (1555)
  - Princes de Chimay
  - Princes du Saint-Empire
  - Grands d'Espagne

## Armoiries
| Image                                         | Armoiries |
| --------------------------------------------- | --- |
|                                               | Armes : De gueules, à la bande d'or.. Manteau : de gueules, doublé d'hermine, sommé de la couronne de prince du Saint-Empire et entouré du collier de l'ordre de la Toison d'or. Support : deux griffons colletés d'un collier de perles auquel est suspendue une croix de Lorraine. |
| Armes écarelées de Chimay et de Hénin-Liétard | Armes de Pierre-Simon d'Alsace de Hénin-Liétard, comte d'Alsace et de l'Empire. De gueules à la bande d'or, au franc-quartier des comtes officiers de la maison de l'empereur |
| Armes de Hénin-Liétard                        | Armes du cardinal d'Alsace, archeveque de Malines. |
| Armes de Hénin-Liétard                        | Armes de Françoise d'Alsace-Boussu, qui fut la 36e abbesse de l'abbaye de la Cambre. |

## Devise
- Seul contre tous
- On trouve, pour les seigneurs de Boussu : Je y seray Bossut

## Membres notables de la famille
- Pierre de Hénin-Liétard (1433 † 1490 seigneur de Boussu et de Gamerages, chevalier de la Toison d'or en 1481, marié à Isabeau de Lalaing[3].
- Antoine d"Alsace Hénin-Liétard, baron de Dieuville, Grand bailly de la Morée était propriétaire de livres reliés à ses armes vers 1565.
- Jean de Hénin-Liétard né en 1480, Chevalier, comte de Boussu, grand écuyer de l'Empereur Charles-Quint, colonel de sa cavalerie légère, grand bailli du Hainaut, chevalier de la Toison d'or, marié à Anne de Bourgogne[3].
- Maximilien de Hénin-Liétard (1542–1578), fils du précédent, comte de Boussu, stathouder de Hollande, Zélande et Utrecht (1567–1573)[3].
- Jean-François-Gabriel de Hénin-Liétard (-1724), prélat
- Charles Louis Antoine de Hénin-Liétard (22 août 1675 - Bruxelles † 3 février 1740 - Bruxelles), comte de Boussu, 11e Prince de Chimay (1688), chevalier de la Toison d'or, lieutenant général des armées du roi de France, époux de Diane Gabrielle Victoire Mancini. Compte tenu d'initiatives malheureuses, soutenues par le régent de France, il doit accepter en 1735 la décision de l'Empereur concernant le titre de prince de Chimay : Chimay n'est plus principauté du Saint-Empire mais seulement des Pays-Bas et le titre souverain devient purement familial[4].
- Thomas-Philippe d’Alsace de Hénin-Liétard (aussi connu simplement comme le cardinal d’Alsace), (1679-1759), frère du précédent, archevêque de Malines.
- Pierre d'Alsace de Hénin-Liétard, né le 3 mars 1705 et décédé le 23 octobre 1770, chevalier, seigneur de Blincourt, reçu de minorité dans l'ordre de Saint-Jean de Jérusalem le 19 août 1708[5], commandeur de Laon et de Robicourt[6], bailli[7], chargé des affaires du roi[Lequel ?] à Malte[7], ambassadeur extraordinaire de son Ordre en cour de Rome[7], capitaine-général des escadres de La Religion[7].
- Jean-François-Joseph d'Alsace de Hénin-Liétard, marquis d'Alsace, chambellan de Joseph II du Saint-Empire
- Charles-Alexandre de Hénin-Liétard d'Alsace (1744-1794), général et contre-révolutionnaire
- Pierre-Simon d'Alsace de Hénin-Liétard, comte d'Alsace et de l'Empire colonel à l'armée de Condé, chambellan de Napoléon Ier ;
- Thierry d'Alsace de Hénin-Liétard, chef d'escadron, député et sénateur des Vosges.

## Galerie de portraits

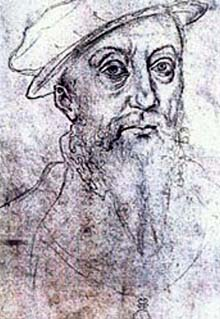
Jean V de Hénin-Liétard par Jacques Le Boucq dans son Recueil d'Arras.
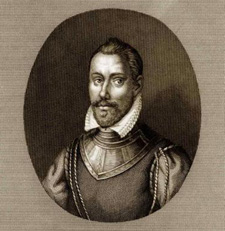
Maximilien de Hénin-Liétard (1542–1578), comte de Boussu, fils du précédent.
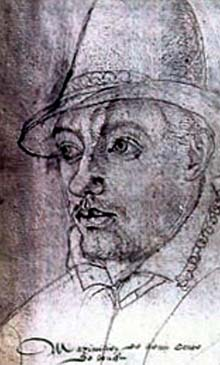
Le même, par Jacques Le Boucq dans son Recueil d’Arras.

## Châteaux, seigneuries, terres

### Châteaux

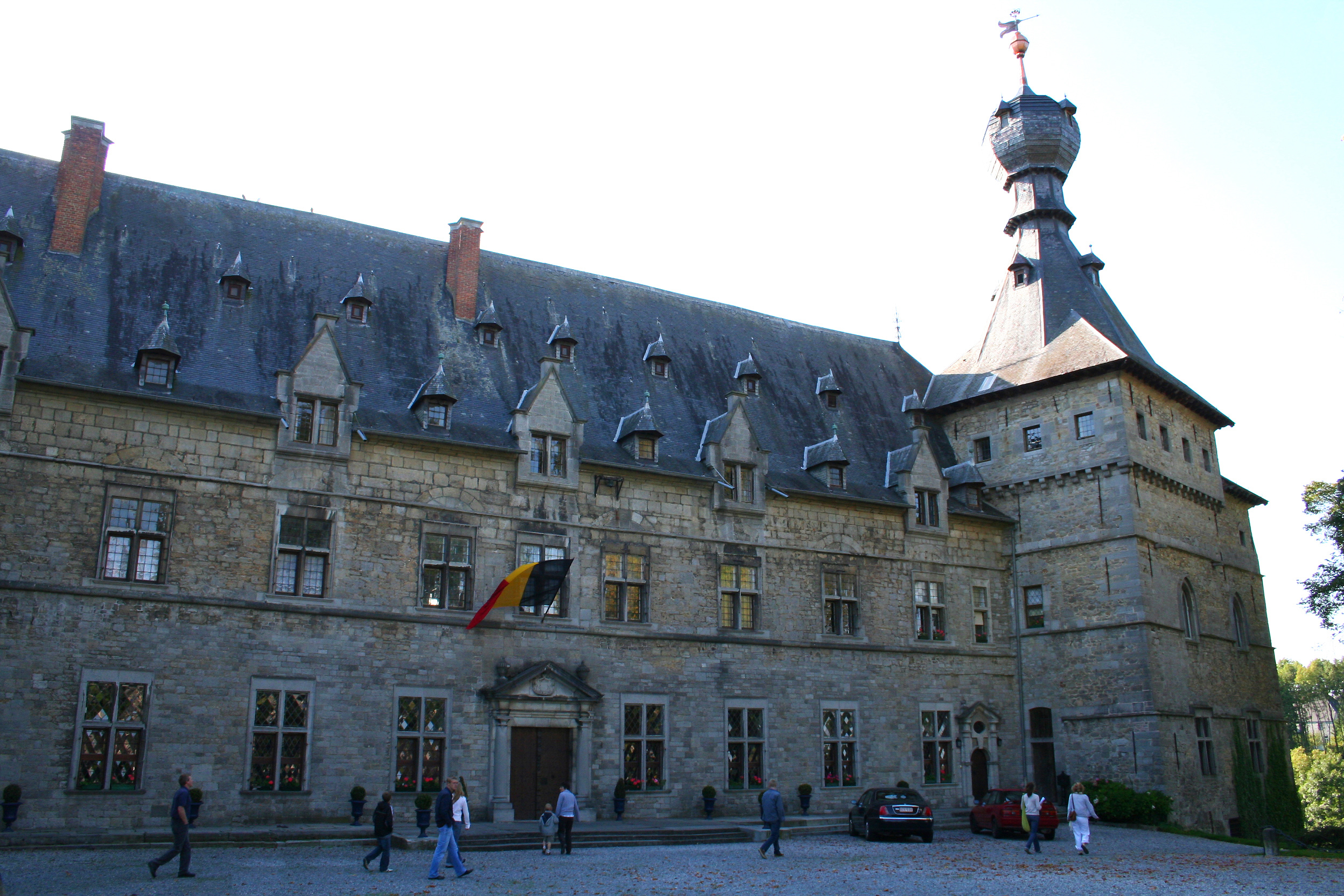
Château de Chimay

Le château de Blaugies, situé actuellement dans la commune de Dour, fut construit en 1720 par la famille de Hennin-Liétard (sic) dont témoigne le blason des comtes de Boussu qui surmonte le porche.
La famille a possédé le Château de Bourlémont de 1769 à 1934.

### Terres
- Hénin-Liétard
- Sebourg
- Angres
- Cuvilliers
- Morée (Loir-et-Cher)
- Fosseux
- Boussu
- Principauté de Chimay
- Wolvertem : domaine d'Impde

### Chapelle funéraire des seigneurs de Boussu
La chapelle funéraire des seigneurs de Boussu jouxtant l'église Saint-Géry de Boussu-Centre dont les premières pierres furent posées au XIIe siècle et qui fut remaniée au début du XVIe siècle. Celle-ci renferme une crypte et divers mausolées de style Renaissance constituant un des plus beaux ensemble de ce style en Belgique. On remarquera particulièrement le mausolée de Jean de Hennin-Liétard, premier comte de Boussu et le gisant maniériste en albâtre attribués au grand sculpteur montois Jacques Du Brœucq (1505?-1584) ainsi que le transi en pierre de Baumberger représentant un cadavre décharné rongé par les vers, appelé dans la région « l'homme à moulons », ou encore les différents bas-reliefs d'École tournaisienne.

### Pierres tombales de Dion-le-Val
Arthur Cosyn a publié ses photos des pierres tombales de François et de Théodore « d'Alsace-Hennin-Liétard » (sic) et écrit ceci dans la Revue du Touring Club de Belgique : « La seigneurie, après avoir appartenu aux sires du village (famille de Philippe, de Marie et d'Adrien de Dion) passa au XVIIe siècle aux d'Alsace-Hennin-Liétard, qui la vendirent aux t'Serclaes ».